# Equação polinomial
Na matemática, uma equação polinomial é uma igualdade algébrica que envolve um polinômio igualado a zero. Exemplo geral:{\displaystyle P(x)=a_{n}x^{n}+a_{n-1}x^{n-1}+\dots +a_{1}x+a_{0}=0}Onde:
- {\displaystyle P(x)} é o polinômio;
- {\displaystyle a_{n},a_{n-1},\dots ,a_{0}} são os coeficientes;
- {\displaystyle x} é a variável;
- {\displaystyle n} é o grau do polinômio.

## Classificação por grau
| Grau do polinômio | Nome                                    | Exemplo                            |
| ----------------- | --------------------------------------- | ---------------------------------- |
| 1                 | Equação do 1º grau                      | {\displaystyle 2x-5=0}             |
| 2                 | Equação do 2º grau                      | {\displaystyle x^{2}-4x+3=0}       |
| 3                 | Equação do 3º grau                      | {\displaystyle x^{3}-x^{2}-x+1=0}  |
| 4 ou mais         | Equação de grau {\displaystyle n\geq 4} | {\displaystyle x^{4}+2x^{3}-x+6=0} |

"Resolver" uma equação polinomial significa calcular suas raízes, ou seja, encontrar quais são os valores de {\displaystyle x} que tornam a equação verdadeira. Uma equação de grau {\displaystyle n} possui sempre n raízes, sejam elas reais ou complexas. O conjunto com todas as raízes de uma equação polinomial é chamado conjunto solução dessa equação.
Todas as equações de 1° e 2° grau com coeficientes racionais podem ser resolvida por radicais, já equações de 3° e 4° grau podem ser resolvidas por radicais ou podem necessitar de cálculos trigonométricos. Equações de 5ª ordem ou superior não podem ser, em maioria, resolvidas por radicais, como afirma o teorema de Abel-Ruffini.

## Fatoração
Toda equação polinomial pode ser fatorada em binômios de primeiro grau na forma {\displaystyle P(x)=a_{n}(x-r_{1})\cdot (x-r_{2})...(x-r_{n}),} em que {\displaystyle r_{1},r_{2},...,r_{n}}são as raízes de P(x) (raízes da equação polinomial).
A ideia é reescrever o polinômio como um produto de fatores simples.
Exemplo:
{\displaystyle x^{3}-x^{2}-x+1=0}
Agrupando:
{\displaystyle (x^{3}-x^{2})+(-x+1)=x^{2}(x-1)-1(x-1)=(x-1)\cdot \underbrace {(x^{2}-1)} _{\text{Quadrados}}}
Fatorando mais ainda:
{\displaystyle (x-1)(x-1)(x+1)=\color {red}{(x-1)^{2}(x+1)=0}}
As raizes são:
{\displaystyle x_{1}=1,x_{2}=-1}

## Exemplos
- {\displaystyle x+34=0} é de grau 1 e sua única solução real é dada por: {\displaystyle x=-34}, pois se no lugar de x usarmos o -34 tornaremos a igualdade verdadeira:{\displaystyle -34+34=0}
- {\displaystyle x^{2}-4=0} é de grau 2 e possui 2 soluções reais: {\displaystyle x=\pm 2}, pois se no lugar de x usarmos o 2 ou o -2 tornaremos a igualdade verdadeira:{\displaystyle 2^{2}-4=4-4=0}{\displaystyle (-2)^{2}-4=4-4=0}

- {\displaystyle x^{2}-5x+4=0} é de grau 2 e possui 2 soluções reais: {\displaystyle x=1} e {\displaystyle x=4}.
- {\displaystyle x^{11}+x^{2}+x+7=0} é de grau 11 e sua única solução real é: {\displaystyle x\approx -1.1971155422140012}.